# Ousman Jobe
Ousman Jobe (* 27. November 2005) ist ein gambischer Schwimmer. Er nahm an den Olympischen Sommerspielen 2024 im 50-Meter-Freistil der Männer teil, kam jedoch nicht mit 26,97 s und Rang 61 über die Vorrunde hinaus.